# World Surfing Games 1965
I World Surfing Games 1965 si sono svolti a Lima, in Perù.

## Podi
| Evento         | Oro           | Argento      | Bronzo        |
| Gara maschile  | Felipe Pomar  | Nat Young    | Paul Strauch  |
| Gara femminile | Joyce Hoffman | Nancy Nelson | Candy Calhoun |

## Medagliere
| Posiz. | Nazione     | Oro | Argento | Bronzo | Totale |
| ------ | ----------- | --- | ------- | ------ | ------ |
| 1      | Stati Uniti | 1   | 1       | 2      | 4      |
| 2      | Perù        | 1   | 0       | 0      | 1      |
| 3      | Australia   | 0   | 1       | 0      | 1      |
| Totale | Totale      | 2   | 2       | 2      | 6      |